# Alfred Alessandrescu
Alfred Alessandrescu (n. 2/14 august 1893, București, România – d. 18 februarie 1959, București, România) a fost un compozitor, dirijor, pianist și critic muzical român.

## Studii
A urmat Conservatorul din București (1903 - 1911). S-a perfecționat la Schola Cantorum din Paris (1913-1914, 1923-1924). A studiat compoziție cu Paul Vidal la Conseratoire national de musique din Paris (1913-1914). În paralel, a urmat cursuri la Facultatea de Drept din Paris, pe care le-a întrerupt din cauza izbucnirii primului război mondial.

## Activitate
A debutat ca dirijor la Filarmonica din București (20 dec. 1915). A activat ca dirijor (1926-1940) și subdirector (1926-1937) la Filarmonică, pianist de muzică de cameră (1919-1945), dirijor la Opera Română din București (1921-1959), profesor de teorie-solfegiu (1932-1934) și de armonie-contrapunct (1938-1939) la Conservatorul din București, director muzical la Radiodifuziunea Română (1933-1938, 1945-1947), director artistic și director permanent la Orchestra Simfonică Radio București (1933-1959).
A fost reprezentant al Ministerului Instrucțiunii Publice pentru problemele domeniului muzică.
A fost corespondent muzical al revistelor Musica din Paris, Comoedia din Paris, Il Pianoforte din Torino, Musical Courier din New York, The Chesterian din Londra. 

A fost cronicar muzical permanent la ziarele bucureștene de limbă franeză L'Orient și L'Independance Roumaine. 

A tradus multe librete în limba română și a scris programe de sală la Opera Română din București.

A susținut numeroase emisiuni radiofonice, concerte - lecții, conferințe. 

A colaborat cu articole la volumele Muzica românească de azi de Petre Nițulescu, 25 de ani de muzică românească de Ion Dumitrescu. 

A susținut emisiuni radiofonice, concerte - lecție, conferințe, etc.

A colaborat în recitaluri, ca pianist cu renumiți soliști ai timpului, din țară și de peste hotare. 
 
A dirijat peste 1500 de spectacole de operă, operetă și balet.

## Distincții
- titlul de Maestru Emerit al Artei din Republica Populară Romînă (7 mai 1954) „pentru merite deosebite în activitatea artistică”[3]

## Creație

### Muzică simfonică
- Amurg de toamnă (1910), schiță pentru orchestră de coarde,
- Didona (1911), poem simfonic după "Eneida" de Virgiliu, Premiul II onorific de compoziție "George Enescu" (1913)
- Acteon (1915), poem simfonic, Premiul I de compoziție "George Enescu" (1915)

### Muzică de cameră
- Piese pentru pian, vioară și cvartet de coarde.

### Muzică vocală
- Lieduri pentru voce și pian pe versuri Elena Văcărescu, Tristan Klingsor (versuri în limba franceză traduse în limba română), Edmond Rostand, Alfred de Musset, Henry de Régnier, în limba originală.

### Altele
- Orchestrații și transcripții pentru peste 100 de lucrări, de toate formele și genurile.
- Scrieri despre George Enescu, în: Studii muzicologice, București, nr.9, 1958.
- Traduceri de librete: Don Giovanni, de W. A. Mozart, Aurul Rinului și Parsifal, de R. Wagner, Thais de J. Massenet. A revizuit traducerile libretelor Carmen, de G. Bizet, Traviata și Aida, de G. Verdi, Louise de G. Charpentier.